# Lorca, muerte de un poeta
Lorca, muerte de un poeta és una sèrie de televisió de 1987 dirigida per Juan Antonio Bardem i emesa aquest any per la Televisió Espanyola. És un docudrama que utilitza material documental per a rastrejar la vida del poeta, escriptor i activista espanyol Federico García Lorca, que va ser executat en 1936 pels partidaris del dictador Francisco Franco, durant la guerra civil espanyola.
La sèrie va ser estrenada en la 32 edició de la Setmana Internacional de Cinema de Valladolid a l'octubre de 1987, i va ser l'única producció espanyola (a data de la seva estrena) a recrear la vida i mort de García Lorca.

## Argument
Cada episodi s'obre amb l'execució de Lorca per un escamot d'afusellament, i després retrocedeix a una època diferent de la seva vida i la història política d'Espanya. Traça la seva carrera, la seva amistat amb figures insignes com Salvador Dalí i la seva relació amb la seva família.
Els dos episodis finals representen el cop militar d'Espanya i el vessament de sang que va significar la Guerra Civil.

## Capítols
La sèrie està dividida en sis episodis que sumen un total de sis hores, i es va basar en l'obra La represión nacionalista de Granada en 1936 y la muerte de Federico García Lorca (1971) d'Ian Gibson. El guió va ser escrit pel director al costat de Mario Camus i Gibson. Els sis capítols van ser emesos els dissabtes en prime time en La 1 de Televisió Espanyola des del 28 de novembre a l'1 de gener de 1987.
| Episodi | Títol                              | Duració (min.) | Data d'emissió         |
| ------- | ---------------------------------- | -------------- | ---------------------- |
| 1       | Impresiones y paisajes (1903-1918) | 55             | 28 de novembre de 1987 |
| 2       | La residencia (1918-1923)          | 55             | 5 de desembre de 1987  |
| 3       | El amor oscuro (1925-1928)         | 55             | 12 de desembre de 1987 |
| 4       | El llanto (1929-1935)              | 55             | 19 de desembre de 1987 |
| 5       | Una guerra civil (1935-1936)       | 55             | 26 de desembre de 1987 |
| 6       | La muerte (1936)                   | 80             | 1 de gener de 1988     |

## Pel·lícula
La sèrie també ha estat emesa en format de pel·lícula de 121 minuts composta únicament pels dos últims episodis. Va ser estrenada al novembre de 1987, el mateix dia de la seva primera emissió en televisió, en el Festival Iberoamericà de Huelva. Aquest mateix any, el 10 de desembre, va ser estrenada en Granada, terra natal de Lorca. Va ser editada en VHS en 1994.

## Producció
La idea de realitzar la sèrie va sorgir en 1979, però a causa de certs retards no va poder completar-se fins a l'any de la seva estrena. Al principi s'anava a tractar d'una pel·lícula (com finalment també va ser emesa) sobre la vida de Lorca amb producció soviètica, després amb coproducció mexicana, i finalment, va ser produïda per RTVE a canvi dels drets d'emissió en format de minisèrie.
Televisió espanyola va escollir a l'actor britànic Nickolas Grace en el paper protagonista. En aquest moment, era més conegut a Espanya per la seva actuació en la minisèrie britànica Retorn a Brideshead. A Lorca, muerte de un poeta, va actuar el seu diàleg en anglès (els altres actors ho van fer en castellà), i va recitar els versos de Lorca en castellà amb accent anglès. Els seus discursos van ser després doblats per un actor espanyol. Curiosament, el doblatge de les escenes que va actuar en anglès va funcionar millor que les escenes en les quals recita Lorca en espanyol. L'elecció de Grace per al paper va garantir la venda de la sèrie a la televisió britànica i estatunidenca, on es va distribuir amb el títol Lorca: muerte de un poeta.
Les escenes van ser gravades a Granada, encara que no sempre respectant els llocs originals on el poeta va viure els seus moments més destacats. L'equip de producció també es va traslladar per als rodatges a les ciutats espanyoles de Madrid, Valladolid, Sevilla, Santander, Cadaqués i Baeza, al costat de Nova York i Buenos Aires. El tema de l'homosexualitat de Lorca no és abordat de manera directa, sinó indirectament en el tercer episodi.

## Premis
- Premi a Juan Antonio Bardem com a Millor director pel Centro de Investigaciones Históricas - Film Historia (1987)[4]
- Guanyadora del TP d'Or a la Millor sèrie nacional (1988)
- Gran Premi de la Crítica, en la categoria de programes de ficció, en el Festival de Montecarlo (1988)[4][10]